# 4 Heures du Red Bull Ring 2017
Navigation
Édition précédente Édition suivante
Les 4 Heures du Red Bull Ring 2017, disputées le 23 juillet 2017 sur le Circuit de Spielberg, sont la vingtième édition de cette course, la quatrième sur un format de quatre heures, et la troisième manche de l'European Le Mans Series 2017.

## Engagés
La liste officielle des engagés est composée de 36 voitures, dont 13 en LMP2, 17 en LMP3 et 6 en LM GTE.

## Course

### Classement de la course
Voici le classement provisoire au terme de la course.
- Les vainqueurs de chaque catégorie sont signalés par un fond jauni.
- Pour la colonne Pneus, il faut passer le curseur au-dessus du modèle pour connaître le manufacturier de pneumatiques.

| Pos  | Classe | no | Écurie                    | Pilotes                                                           | Châssis                          | Pneus | Tours | Temps               |
| Pos  | Classe | no | Écurie                    | Pilotes                                                           | Moteur                           | Pneus | Tours | Temps               |
| ---- | ------ | -- | ------------------------- | ----------------------------------------------------------------- | -------------------------------- | ----- | ----- | ------------------- |
| 1    | LMP2   | 32 | United Autosports         | Will Owen Hugo de Sadeleer Filipe Albuquerque                     | Ligier JS P217                   | D     | 169   | 4 h 00 min 57 s 876 |
| 1    | LMP2   | 32 | United Autosports         | Will Owen Hugo de Sadeleer Filipe Albuquerque                     | Gibson GK428 4,2 l V8 Atmo       | D     | 169   | 4 h 00 min 57 s 876 |
| 2    | LMP2   | 22 | G-Drive Racing            | Memo Rojas Nicolas Minassian Léo Roussel                          | Oreca 07                         | D     | 169   | + 4 s 554           |
| 2    | LMP2   | 22 | G-Drive Racing            | Memo Rojas Nicolas Minassian Léo Roussel                          | Gibson GK428 4,2 l V8 Atmo       | D     | 169   | + 4 s 554           |
| 3    | LMP2   | 39 | Graff Racing              | Eric Trouillet Paul Petit Enzo Guibbert                           | Oreca 07                         | D     | 168   | + 1 tour            |
| 3    | LMP2   | 39 | Graff Racing              | Eric Trouillet Paul Petit Enzo Guibbert                           | Gibson GK428 4,2 l V8 Atmo       | D     | 168   | + 1 tour            |
| 4    | LMP2   | 40 | Graff Racing              | James Allen Richard Bradley Gustavo Yacamán                       | Oreca 07                         | D     | 168   | + 1 tour            |
| 4    | LMP2   | 40 | Graff Racing              | James Allen Richard Bradley Gustavo Yacamán                       | Gibson GK428 4,2 l V8 Atmo       | D     | 168   | + 1 tour            |
| 5    | LMP2   | 23 | Panis-Barthez Compétition | Fabien Barthez Timothé Buret Nathanaël Berthon                    | Ligier JS P217                   | M     | 167   | + 2 tours           |
| 5    | LMP2   | 23 | Panis-Barthez Compétition | Fabien Barthez Timothé Buret Nathanaël Berthon                    | Gibson GK428 4,2 l V8 Atmo       | M     | 167   | + 2 tours           |
| 6    | LMP2   | 27 | SMP Racing                | Matevos Isaakyan Egor Orudzhev                                    | Dallara P217                     | D     | 167   | + 2 tours           |
| 6    | LMP2   | 27 | SMP Racing                | Matevos Isaakyan Egor Orudzhev                                    | Gibson GK428 4,2 l V8 Atmo       | D     | 167   | + 2 tours           |
| 7    | LMP2   | 29 | Racing Team Nederland     | Jan Lammers Frits van Eerd                                        | Dallara P217                     | D     | 165   | + 4 tours           |
| 7    | LMP2   | 29 | Racing Team Nederland     | Jan Lammers Frits van Eerd                                        | Gibson GK428 4,2 l V8 Atmo       | D     | 165   | + 4 tours           |
| 8    | LMP2   | 49 | High Class Racing         | Dennis Andersen Anders Fjordbach                                  | Dallara P217                     | D     | 159   | + 10 tours          |
| 8    | LMP2   | 49 | High Class Racing         | Dennis Andersen Anders Fjordbach                                  | Gibson GK428 4,2 l V8 Atmo       | D     | 159   | + 10 tours          |
| 9    | LMP3   | 11 | EuroInternational         | Giorgio Mondini Davide Uboldi                                     | Ligier JS P3                     | M     | 157   | + 12 tours          |
| 9    | LMP3   | 11 | EuroInternational         | Giorgio Mondini Davide Uboldi                                     | Nissan VK50VE 5.0 L V8 Atmo      | M     | 157   | + 12 tours          |
| 10   | LMP3   | 2  | United Autosports         | John Falb Sean Rayhall                                            | Ligier JS P3                     | M     | 157   | + 12 tours          |
| 10   | LMP3   | 2  | United Autosports         | John Falb Sean Rayhall                                            | Nissan VK50VE 5.0 L V8 Atmo      | M     | 157   | + 12 tours          |
| 11   | LMP3   | 18 | M.Racing - YMR            | Alexandre Cougnaud Antoine Jung Romano Ricci                      | Ligier JS P3                     | M     | 157   | + 12 tours          |
| 11   | LMP3   | 18 | M.Racing - YMR            | Alexandre Cougnaud Antoine Jung Romano Ricci                      | Nissan VK50VE 5.0 L V8 Atmo      | M     | 157   | + 12 tours          |
| 12   | LMP3   | 17 | Ultimate                  | François Hériau Jean-Baptiste Lahaye Matthieu Lahaye              | Ligier JS P3                     | M     | 157   | + 12 tours          |
| 12   | LMP3   | 17 | Ultimate                  | François Hériau Jean-Baptiste Lahaye Matthieu Lahaye              | Nissan VK50VE 5.0 L V8 Atmo      | M     | 157   | + 12 tours          |
| 13   | LMP3   | 13 | Inter Europol Competition | Jakub Śmiechowski Martin Hippe                                    | Ligier JS P3                     | M     | 156   | + 13 tours          |
| 13   | LMP3   | 13 | Inter Europol Competition | Jakub Śmiechowski Martin Hippe                                    | Nissan VK50VE 5.0 L V8 Atmo      | M     | 156   | + 13 tours          |
| 14   | LMP3   | 9  | AT Racing                 | Alexander Talkanitsa, Jr. Alexander Talkanitsa, Sr. Mikkel Jensen | Ligier JS P3                     | M     | 155   | + 15 tours          |
| 14   | LMP3   | 9  | AT Racing                 | Alexander Talkanitsa, Jr. Alexander Talkanitsa, Sr. Mikkel Jensen | Nissan VK50VE 5.0 L V8 Atmo      | M     | 155   | + 15 tours          |
| 15   | LMGTE  | 55 | Spirit of Race            | Duncan Cameron Matt Griffin Aaron Scott                           | Ferrari 488 GTE                  | D     | 155   | + 15 tours          |
| 15   | LMGTE  | 55 | Spirit of Race            | Duncan Cameron Matt Griffin Aaron Scott                           | Ferrari F154CB 3.9 L V8 bi-turbo | D     | 155   | + 15 tours          |
| 16   | LMP3   | 10 | Oregon Team               | Davide Roda (en) Andrés Méndez (en) Dario Capitanio               | Norma M30                        | M     | 155   | + 15 tours          |
| 16   | LMP3   | 10 | Oregon Team               | Davide Roda (en) Andrés Méndez (en) Dario Capitanio               | Nissan VK50VE 5.0 L V8 Atmo      | M     | 155   | + 15 tours          |
| 17   | LMGTE  | 66 | JMW Motorsport            | Robert Smith Jody Fannin Jonny Cocker                             | Ferrari 458 Italia GT2           | D     | 155   | + 15 tours          |
| 17   | LMGTE  | 66 | JMW Motorsport            | Robert Smith Jody Fannin Jonny Cocker                             | Ferrari 4.5 L V8 Atmo            | D     | 155   | + 15 tours          |
| 18   | LMGTE  | 90 | TF Sport                  | Salih Yoluc Euan Hankey Nicki Thiim                               | Aston Martin Vantage GTE         | D     | 155   | + 15 tours          |
| 18   | LMGTE  | 90 | TF Sport                  | Salih Yoluc Euan Hankey Nicki Thiim                               | Aston Martin 4.5 L V8 Atmo       | D     | 155   | + 15 tours          |
| 19   | LMGTE  | 51 | Spirit of Race            | Giorgio Roda Gianluca Roda Andrea Bertolini                       | Ferrari 488 GTE                  | D     | 155   | + 15 tours          |
| 19   | LMGTE  | 51 | Spirit of Race            | Giorgio Roda Gianluca Roda Andrea Bertolini                       | Ferrari F154CB 3.9 L V8 bi-turbo | D     | 155   | + 15 tours          |
| 20   | LMGTE  | 77 | Proton Competition        | Christian Ried Joël Camathias Matteo Cairoli                      | Porsche 911 RSR                  | D     | 155   | + 15 tours          |
| 20   | LMGTE  | 77 | Proton Competition        | Christian Ried Joël Camathias Matteo Cairoli                      | Porsche 4.0 L Flat-6 Atmo        | D     | 155   | + 15 tours          |
| 21   | LMP3   | 15 | RLR Msport                | John Farano Morten Dons (en) Alex Kapadia                         | Ligier JS P3                     | M     | 155   | + 15 tours          |
| 21   | LMP3   | 15 | RLR Msport                | John Farano Morten Dons (en) Alex Kapadia                         | Nissan VK50VE 5.0 L V8 Atmo      | M     | 155   | + 15 tours          |
| 22   | LMGTE  | 99 | Beechdean AMR             | Andrew Howard Ross Gunn Darren Turner                             | Aston Martin Vantage GTE         | D     | 154   | + 15 tours          |
| 22   | LMGTE  | 99 | Beechdean AMR             | Andrew Howard Ross Gunn Darren Turner                             | Aston Martin 4.5 L V8 Atmo       | D     | 154   | + 15 tours          |
| 23   | LMP3   | 7  | Duqueine Engineering      | Antonin Borga David Droux Nicolas Schatz                          | Norma M30                        | M     | 154   | + 15 tours          |
| 23   | LMP3   | 7  | Duqueine Engineering      | Antonin Borga David Droux Nicolas Schatz                          | Nissan VK50VE 5.0 L V8 Atmo      | M     | 154   | + 15 tours          |
| 24   | LMP3   | 5  | By Speed Factory          | Tim Müller Jürgen Krebs                                           | Ligier JS P3                     | M     | 153   | + 16 tours          |
| 24   | LMP3   | 5  | By Speed Factory          | Tim Müller Jürgen Krebs                                           | Nissan VK50VE 5.0 L V8 Atmo      | M     | 153   | + 16 tours          |
| 25   | LMP3   | 8  | Duqueine Engineering      | Vincent Beltoise Lucas Légeret Douglas Lundberg                   | Norma M30                        | M     | 152   | + 17 tours          |
| 25   | LMP3   | 8  | Duqueine Engineering      | Vincent Beltoise Lucas Légeret Douglas Lundberg                   | Nissan VK50VE 5.0 L V8 Atmo      | M     | 152   | + 17 tours          |
| 26   | LMP2   | 34 | Tockwith Motorsports      | Nigel Moore Phil Hanson                                           | Ligier JS P217                   | D     | 146   | + 23 tours          |
| 26   | LMP2   | 34 | Tockwith Motorsports      | Nigel Moore Phil Hanson                                           | Gibson GK428 4,2 l V8 Atmo       | D     | 146   | + 23 tours          |
| Abd. | LMP3   | 4  | Cool Racing by GPC        | Alexandre Coigny Iradj Alexander                                  | Ligier JS P3                     | M     | 150   |                     |
| Abd. | LMP3   | 4  | Cool Racing by GPC        | Alexandre Coigny Iradj Alexander                                  | Nissan VK50VE 5.0 L V8 Atmo      | M     | 150   |                     |
| Abd. | LMP2   | 25 | Algarve Pro Racing        | Andrea Roda Matthew McMurry Andrea Pizzitola                      | Ligier JS P217                   | D     | 122   |                     |
| Abd. | LMP2   | 25 | Algarve Pro Racing        | Andrea Roda Matthew McMurry Andrea Pizzitola                      | Gibson GK428 4,2 l V8 Atmo       | D     | 122   |                     |
| Abd. | LMP2   | 21 | DragonSpeed               | Ben Hanley Henrik Hedman Nicolas Lapierre                         | Oreca 07                         | D     | 120   |                     |
| Abd. | LMP2   | 21 | DragonSpeed               | Ben Hanley Henrik Hedman Nicolas Lapierre                         | Gibson GK428 4,2 l V8 Atmo       | D     | 120   |                     |
| Abd. | LMP2   | 47 | Cetilar Villorba Corse    | Roberto Lacorte Giorgio Sernagiotto Andrea Belicchi               | Dallara P217                     | D     | 120   |                     |
| Abd. | LMP2   | 47 | Cetilar Villorba Corse    | Roberto Lacorte Giorgio Sernagiotto Andrea Belicchi               | Gibson GK428 4,2 l V8 Atmo       | D     | 120   |                     |
| Abd. | LMP3   | 12 | EuroInternational         | Andrea Dromedari Ricky Capo James Dayson                          | Ligier JS P3                     | M     | 44    |                     |
| Abd. | LMP3   | 12 | EuroInternational         | Andrea Dromedari Ricky Capo James Dayson                          | Nissan VK50VE 5.0 L V8 Atmo      | M     | 44    |                     |
| Abd. | LMP3   | 19 | M.Racing - YMR            | Yann Ehrlacher Erwin Creed                                        | Norma M30                        | M     | 41    |                     |
| Abd. | LMP3   | 19 | M.Racing - YMR            | Yann Ehrlacher Erwin Creed                                        | Nissan VK50VE 5.0 L V8 Atmo      | M     | 41    |                     |
| Abd. | LMP3   | 6  | 360 Racing                | Ross Kaiser Terrence Woodward Tony Wells                          | Ligier JS P3                     | M     | 21    |                     |
| Abd. | LMP3   | 6  | 360 Racing                | Ross Kaiser Terrence Woodward Tony Wells                          | Nissan VK50VE 5.0 L V8 Atmo      | M     | 21    |                     |
| Abd. | LMP2   | 28 | IDEC Sport                | Patrice Lafargue Paul Lafargue Olivier Pla                        | Ligier JS P217                   | M     | 16    |                     |
| Abd. | LMP2   | 28 | IDEC Sport                | Patrice Lafargue Paul Lafargue Olivier Pla                        | Gibson GK428 4,2 l V8 Atmo       | M     | 16    |                     |
| Abd. | LMP3   | 16 | Panis-Barthez Compétition | Eric Debard Simon Gachet Theo Bean                                | Ligier JS P3                     | M     | 14    |                     |
| Abd. | LMP3   | 16 | Panis-Barthez Compétition | Eric Debard Simon Gachet Theo Bean                                | Nissan VK50VE 5.0 L V8 Atmo      | M     | 14    |                     |
| Abd. | LMP3   | 3  | United Autosports         | Mark Patterson Wayne Boyd Christian England                       | Ligier JS P3                     | M     | 1     |                     |
| Abd. | LMP3   | 3  | United Autosports         | Mark Patterson Wayne Boyd Christian England                       | Nissan VK50VE 5.0 L V8 Atmo      | M     | 1     |                     |

## Pole position et record du tour
- Pole position : Léo Roussel sur n°22 G-Drive Racing en 1 min 18 s 435
- Meilleur tour en course : Léo Roussel sur n°22 G-Drive Racing en 1 min 20 s 177 au 6e tour.

## Tours en tête
Tours en tête
- no 22 Oreca 07 - G-Drive Racing : 67 tours (1-27 / 104-118 / 124-148)
- no 32 Ligier JS P217 - United Autosports : 97 tours (28-65 / 67-92 / 97-103 / 119-123 / 149-169)
- no 27 Dallara P217 - SMP Racing : 5 tours (66 / 93-96)

## À noter
- Longueur du circuit : 4,326 km
- Distance parcourue par les vainqueurs : 731,094 km